# Livio Vacchini
Livio Vacchini (27 de febrero de 1933, Locarno - 2 de abril de 2007, Basilea ) fue un arquitecto suizo de Ticino.
Desde 1953 a 1958, estudió arquitectura en la Escuela Politécnica Federal de Zúrich. Después de una estancia en Estocolmo y París de 1959 a 1961, estableció su propio estudio de arquitectura en Locarno llamado "Estudio Vacchini architetti", en estrecha colaboración con  Luigi Snozzi. 
Las obras de Livio Vacchini se caracterizan por su extremada coherencia. Cada proyecto se concibe idealmente como una continuación de las líneas de investigación exploradas por los arquitectos modernos de tradición clásica, como Auguste Perret, Ludwig Mies van der Rohe y Louis Kahn. 
La reducción extrema de elementos estructurales está presente en todos sus diseños. Los valores más importantes de sus obras residen precisamente en su intención "intemporal", indiferente a la novedad, interesada solo en respetar una coherencia interna, separada y lejana de la palabrería del mundo de la arquitectura actual.

## Principales realizaciones
Escuelas
- 1972 - 1978 : Escuela primare en Saleggi, Locarno
- 1973 - 1975 : Escuela media, Losone, con Aurelio Galfetti
- 1979 - 1984 : Escuela primaria Collina d'Oro, Montagnola
- 1994 - 1995 : Escuela nacional superior de Arquitectura de Nancy
- 2004 - 2008 : Escuela media de Bellinzona
- 2004 : Proyecto Centro de Aprendizaje EPFL de Lausana

Edificios públicos
- 1964 - 1965 : Edificio Fabrizia, Bellinzona, con Luigi Snozzi
- 1973 - 1975 : Edificio Macconi, Lugano
- 1984 - 1985 : Proyecto de centro comercial de Locarno
- 1992 - 1995 : Nuevo edificio del Correo de Locarno
- 1995 - 1998 : C.P.I. Centro de servicios de la ciudad de Locarno
- 1997 - 1999 : Banco cantonal tesinal de Brissago
- 1999 - 2000 : Proyecto para el nuevo Ayuntamiento de Nice
- 2000 - 2003 : La Ferriera, Locarno
- 2002 : Proyecto nuevo del Centro de la Policía cantonal tesinal de Giubiasco
- 2004 : Proyecto para el nuevo Centro del Congreso Campo Marzio, Lugano
- 2005 - 2006 : Proyecto para el nuevo Centro del Congreso Zúrich Forum

Edificios privados
- 1964 - 1965 : Casa Snider, Verscio, con Luigi Snozzi
- 1984 - 1985 : Casa Fumagalli, Ascona
- 1984 - 1985 : Casa Rezzonico, Vogorno
- 1991 - 1992 : Casa Vacchini, Costa
- 1992 - 1993 : Apartamentos Rue Albert, Paris
- 1992 - 1995 : Casa Aurora, Lugano
- 1995 - 1998 : tres casas en Beinwil am See
- 2000 : Ampliación Vögelbach Haus, Kandern
- 1999 - 2002 : Casa Rossi, Pianezzo
- 2000 - 2003 : Casa Vittoria, Carona
- 2001 - 2005 : Casa Koerfer, Ronco s.Ascona
- 2005 - 2008 : Casa La Fenice, Ascona

Equipos deportivos
- 1995 - 1997 : Gymnase, Losone
- 2005 - 2009 : Centro deportivo, Mülimatt
- 2006 : Proyecto para gymnase en Sursee
- 2007 : Proyecto de gymnase en Chiasso

Hospitales
- 1995 - 1998 : Ampliación del Hospital cantonal de Chur, con Silvia Gmür
- 1995 - 2003 : Ampliación del Hospital cantonal de Bâle, con Silvia Gmür
- 2000 : Ampliación del Hospital de Breitenbach, con Silvia Gmür

Diversos
- 1971 : Festival internacional del Filme, Piazza Grande, Locarno
- 1980 - 1986 : Lido, Ascona
- 1996 - 1999 : Reorganización de la Piazza del Sole, Bellinzona
- 2003 - 2010 : Edificio cantonal con destrucción térmica de residuos, Giubiasco